# Michaił Mikow
Michaił Rajkow Mikow, bułg. Михаил Райков Миков (ur. 16 czerwca 1960 w Kule) – bułgarski prawnik, pedagog i polityk, deputowany do Zgromadzenia Narodowego i jego przewodniczący w okresie 42. kadencji (2013–2014), przewodniczący klubu parlamentarnego Koalicji na rzecz Bułgarii (2005–2008), minister spraw wewnętrznych w rządzie Sergeja Staniszewa (2008–2009), od 2014 do 2016 lider Bułgarskiej Partii Socjalistycznej.

## Życiorys
Jest absolwentem Wydziału Prawa Uniwersytetu Sofijskiego im. św. Klemensa z Ochrydy. Naukę kontynuował w Montpellier, Waszyngtonie oraz we Włoszech. Po powrocie do Bułgarii został pracownikiem naukowym macierzystej uczelni.
W latach 90. zaangażował się w działalność polityczną w ramach Bułgarskiej Partii Socjalistycznej. W wyborach parlamentarnych w 1997 dostał się do Zgromadzenia Narodowego 38. kadencji. W kolejnej kadencji był wiceprzewodniczącym jej klubu parlamentarnego, zaś po zwycięstwie tej partii w wyborach w 2005 stanął na czele klubu parlamentarnego Koalicji na rzecz Bułgarii.
Po aferach w Ministerstwie Spraw Wewnętrznych i dymisji ministra Rumena Petkowa Michaił Mikow 24 kwietnia 2008 stanął na czele tego resortu w rządzie kierowanym przez Sergeja Staniszewa. Pełnił tę funkcję do 27 lipca 2009, tj. do końca urzędowania gabinetu.
W 2009 został wybrany na posła 41. kadencji, w trakcie której socjaliści przeszli do opozycji. Uzyskał reelekcję również w 2013, obejmując wówczas stanowisko przewodniczącego bułgarskiego parlamentu. 27 lipca 2014 zastąpił Sergeja Staniszewa na funkcji przewodniczącego Bułgarskiej Partii Socjalistycznej. W przedterminowych wyborach w 2014 utrzymał mandat deputowanego. 8 maja 2016 utracił przywództwo w partii, w głosowaniu pokonała go wówczas Kornelija Ninowa.